# Collage (大沢誉志幸のアルバム)
『Collage』（コラージュ）は、大沢誉志幸 with カメレオンズのセルフカヴァー・アルバム。1994年7月21日にエピックレコードジャパンから発売された。規格品番はESCB-1499。

## 概要
帯コピー：すべて、この男のしわざである。
本作は大沢のソロ・デビュー11周年記念作品としてリリースされた。沢田研二、鈴木雅之、中森明菜など1982年から1991年にかけて他のアーティスト達に提供した数多のヒット曲を大沢自身が歌唱した初のセルフカバー・アルバムとなっている。
中森明菜に曲を提供した「1⁄2の神話」と吉川晃司に提供した「ラ・ヴィアンローズ」の2曲はシングルカットされ、本作と同日にリリースされた。
アルバムタイトルの ″コラージュ″ が表すように、ライナーノーツには花や虫、魚、楽器、外国人、落書きの写真などを無造作に切り張りしたものが多数用いられている。なお、制作者の意図によりライナーノーツに記載された歌詞の順序と実際の収録曲順が異なっている。
2018年5月30日には音楽配信が開始された。

## 収録曲

### CD
| 全作曲: 大沢誉志幸、全編曲: 大沢誉志幸 with カメレオンズ。 |                              |            |            |      |
| #                                                          | タイトル                     | 作詞       | 作曲・編曲 | 時間 |
| 1.                                                         | 「1⁄2の神話」                | 売野雅勇   | 大沢誉志幸 | 4:54 |
| 2.                                                         | 「ラ・ヴィアンローズ」       | 売野雅勇   | 大沢誉志幸 | 4:32 |
| 3.                                                         | 「晴れのちBlue Boy」         | 銀色夏生   | 大沢誉志幸 | 3:55 |
| 4.                                                         | 「プライベートホテル」       | 安藤秀樹   | 大沢誉志幸 | 5:59 |
| 5.                                                         | 「Just Feelin' Groove」      | 柳川英巳   | 大沢誉志幸 | 3:41 |
| 6.                                                         | 「ガラス越しに消えた夏」     | 松本一起   | 大沢誉志幸 | 5:25 |
| 7.                                                         | 「No No サーキュレーション」 | 安藤秀樹   | 大沢誉志幸 | 4:16 |
| 8.                                                         | 「真夏の夜にタンゴ」         | 大沢誉志幸 | 大沢誉志幸 | 5:16 |
| 9.                                                         | 「おまえにチェックイン」     | 柳川英巳   | 大沢誉志幸 | 6:58 |
| 10.                                                        | 「時代遅れの恋心」           | 下田逸郎   | 大沢誉志幸 | 5:31 |
| 合計時間:                                                  | 合計時間:                    | 合計時間:  | 50:38      |      |

## 曲解説
1. 1⁄2の神話
  - 中森明菜への提供曲。1983年2月23日に発売されたシングルA面曲。
2. ラ・ヴィアンローズ
  - 吉川晃司への提供曲。1984年9月10日に発売されたシングルA面曲。
3. 晴れのちBlue Boy
  - 沢田研二への提供曲。1983年5月10日に発売されたシングルA面曲。
4. プライベートホテル
  - 鈴木雅之への提供曲。1990年6月21日に発売されたシングル表題曲。
5. Just Feelin' Groove
  - 鈴木雅之への提供曲。1986年2月26日に発売されたアルバム『mother of pearl』収録。
6. ガラス越しに消えた夏
  - 鈴木雅之への提供曲。1986年2月26日に発売されたシングルA面曲。
7. No No サーキュレーション
  - 吉川晃司への提供曲。1984年10月5日に発売されたアルバム『LA VIE EN ROSE』収録。
8. 真夏の夜にタンゴ
  - 本木雅弘への提供曲。1991年6月1日に発売されたシングル表題曲。
9. おまえにチェックイン
  - 沢田研二への提供曲。1982年5月1日に発売されたシングルA面曲。
10. 時代遅れの恋心
  - 山下久美子への提供曲。1982年4月1日に発売されたアルバム『抱きしめてオンリィ・ユー』収録。

## ゲストミュージシャン
- 沢田研二
- 柴山和彦
- 是永巧一
- Mecken（荻原基文）
- 小滝みつる
- 海福知弘
- Dee Dee Stacy

## 参考資料
- 大沢誉志幸 with カメレオンズ『Collage』（ライナーノーツ）EPICソニー、1994年7月21日。ESCB-1499。